# Ted Husing
Ted Husing (ur. 27 listopada 1901, zm. 10 sierpnia 1962) – amerykański spiker sportowy.

## Wyróżnienia
Posiada swoją gwiazdę na Hollywoodzkiej Alei Gwiazd.